# Liste des festivals du canton de Fribourg
Cette liste des festivals du canton de Fribourg comprend des festivals faisant majoritairement partie des traditions vivantes du canton de Fribourg, en Suisse.

## Histoire
Si les festivals se sont répandus en France à partir de 1950, ils atteignent la Suisse plus tardivement[réf. nécessaire]. Ceux qui naissent à Fribourg dès la fin des années 1970 se consacrent principalement aux musiques et à la chanson[réf. nécessaire]. Ils renouvellent les fêtes et rassemblements annuels de chœurs ou de musiques. 
Les festivals s’organisent dans les villes (Fribourg, Bulle, Romont) mais également dans des sites et des localités.

## Festivals de musique
- Festycharme (2012 -), à Charmey
- 20 heures de musiques (2005-), à Romont[1]
- Bad Bonn Kilbi (1990-), à Guin
- Etu'Sound Festival (2005-), à Fribourg
- Festi’Cheyres (2006-), à Cheyres-Châbles[2]
- Cri de la Cambrouze (2003-2010), à Villarlod
- Estivale Open Air, à Estavayer[3]
- Francomanias (1990-), à Bulle
- Les Georges (2014-), à Fribourg
- Festival du Gibloux (1986-2015), à Vuisternens-en-Ogoz
- Festival international de la guitare (1980-)
- Jazz Parade (1989-2013), à Fribourg
- Murten Classics (1988-), à Morat[4]
- Festival international de musiques sacrées (1985-), à Fribourg[5]
- New Orleans meets Bulle (2002-), à Bulle[6]
- Festival international d'orgue de Fribourg (1997-)[7]

## Festivals de théâtre
- FriScènes (2007-), théâtre, à Fribourg[8]
- Rencontres théâtrales de Bulle (1982-)[9]

## Autres festivals culturels
- Belluard Bollwerk International (1983-), art contemporain, à Fribourg[10]
- Festival international du conte (2010-), à Fribourg[11]
- Festival international de films de Fribourg (1980-), cinéma[12]
- Rencontres de folklore internationales de Fribourg (1975-)[13]

## Festivals culinaires
- Festival des brasseries artisanales de Fribourg (2013-), également appelé Festibière[14]
- Festival de soupes (2005-), à Fribourg[15]

## Festival sportif
- Free4Style (1993-), à Estavayer-le-Lac[16]

## Source
- Florence Bays, « Festivals », Traditions vivantes dans le canton de Fribourg, sur fr.ch, État de Fribourg (consulté le 3 août 2016)